# Macrobrachium patsa
Macrobrachium patsa is een garnalensoort uit de familie van de Palaemonidae. De wetenschappelijke naam van de soort is voor het eerst geldig gepubliceerd in 1899 door Coutière.